# Simeulue Timur

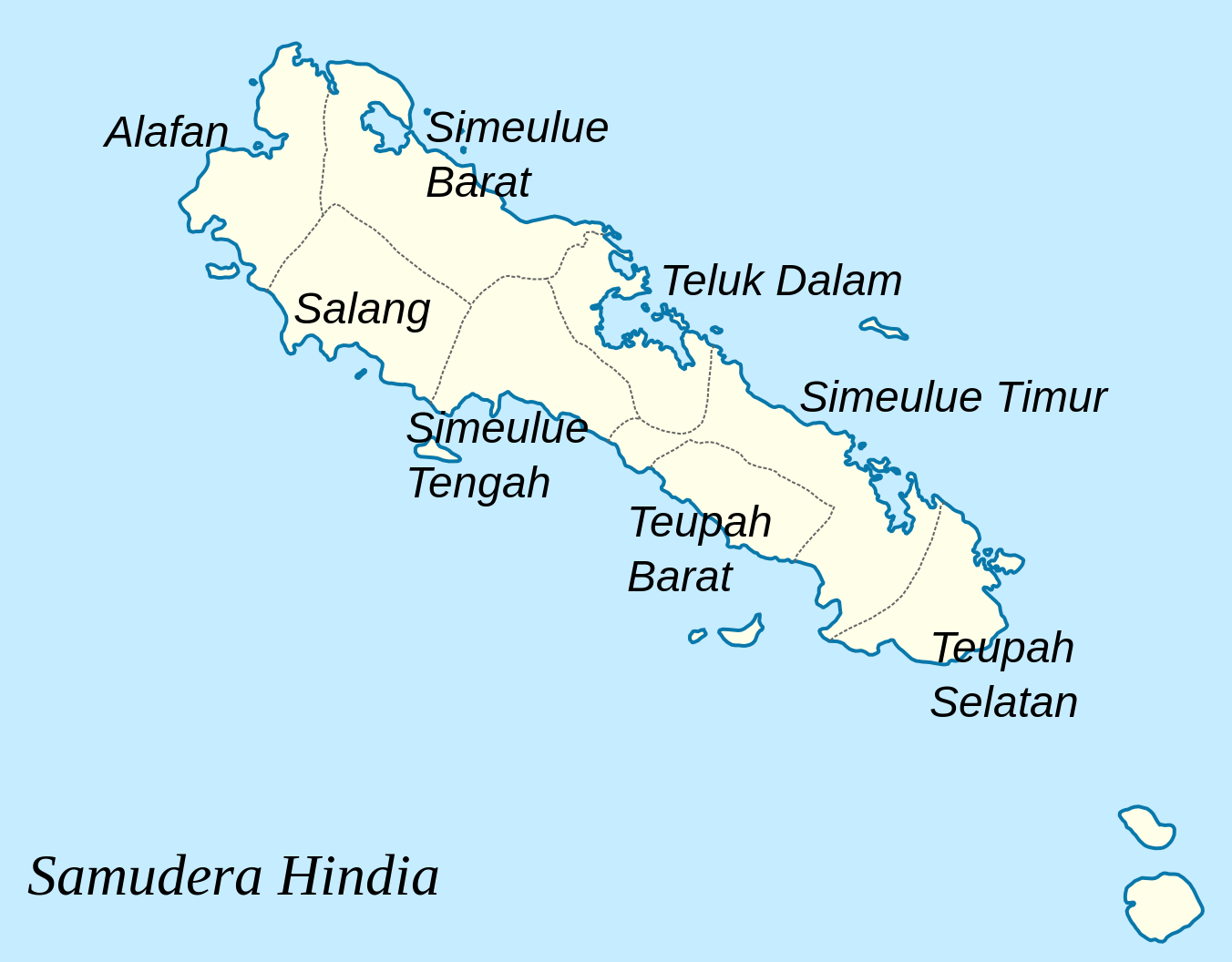
In 2010 is Simeulue onderverdeeld in 8 onderdistricten

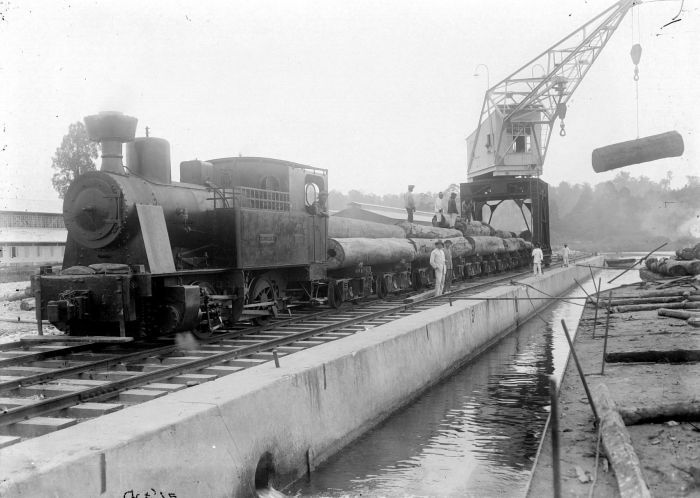
Het eiland Simeuloeë, voor de kust van Atjeh, werd aanvankelijk geëxploiteerd door de Atjeh Bosexploitatie Compagnie. In 1911 werd de concessie, bestaande uit 54.000 ha. bos, overgenomen door de Javasche Bosexploitatie Maatschappij. Deze onderneming pakte de zaken voortvarend aan. Bij de exploitatie werd gebruik gemaakt van een spoorbaan met zijlijnen, rolwegen, stoomsleepmachines en elektrisch gedreven zagerijen. Langs de railbaan werd het hout met locomotieven vervoerd. Simeuloeë was aanvankelijk een van de weinige voorbeelden van Westerse, grootschalige en grotendeels gemechaniseerd gedreven houtexploitatie op Sumatra. (P. Boomgaard, 2001). Houttrein met kraan aan kade te Sinabang, P. Simeuloeë

Simeulue Timur (Oost Simeulue) is een onderdistrict (kecamatan) van het regentschap Simeulue van de Indonesische provincie Atjeh. In het onderdistrict Simeulue Timur ligt de hoofdstad van het regentschap Simeulue, Sinabang.
Simeulue (Indonesisch: Pulau Simeulue) is een eiland in de Indische Oceaan voor de kust van het Indonesische eiland Sumatra.  Het eiland behoorde bij Noord-Sumatra en later bij het regentschap West-Atjeh. In 1999 werd het eiland een zelfstandig regentschap van de provincie Atjeh. De hoofdstad van het regentschap Simeulue is Sinabang en dit ligt in Simeulue Timur.
In 2012 is een deel van het onderdistrikt Simeulue Timur afgesplitst. Het afgesplitste deel kreeg de naam Teupah Tengah. In 2013 is Simeulue Timur onderverdeeld in 4 kemukiman (subdistricten) en heeft het 17 desa's (bestuurslagen) waar binnen 51 dusun's (dorpen/gehuchten) vallen.
|  |

## Geografie
|           | De grenzen van Simeulue Timur zijn in 2020 als volgt: |
| Noordwest | Onderdistrict Teluk Dalam                             |
| Noordoost | Indische Oceaan                                       |
| Zuid      | Onderdistrict Teupah Selatan                          |
| West      | Onderdistricten Teupah Barat en Teupah Tengah         |

## Verdere onderverdeling

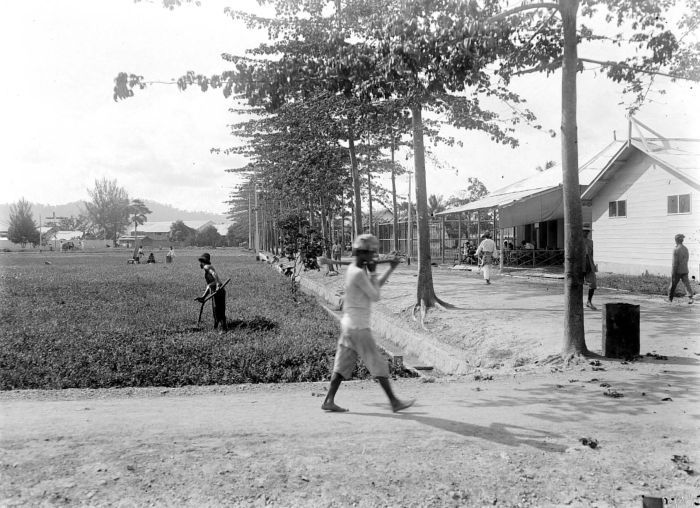
Een weg met aan de linkerkant draineergoten en aan de rechterkant een Chinese winkel (toko), Sinabang, Simeulu

Simeulue Timur is in 2010 onderverdeeld in 29 dorpen en in 2020, na de afsplitsing in 2012, zijn er nog 17 desas, plaatsen en dorpen:
- De plaatsen met een * zijn na 2012 in het onderdistrict Teupah Tengah opgenomen.

| Plaats code | Naam kelurahan, plaatsen en dorpen | Inwoners in 2010 |
| ----------- | ---------------------------------- | ---------------- |
| 001         | Matanurung *                       | 499              |
| 002         | Lasikin *                          | 899              |
| 003         | Lanting *                          | 400              |
| 004         | Simpang Abail *                    | 334              |
| 005         | Abail *                            | 324              |
| 006         | Nancawa *                          | 275              |
| 007         | Labuah *                           | 452              |
| 008         | Sua Sua *                          | 655              |
| 009         | Batu Batu *                        | 609              |
| 010         | Situbuk *                          | 225              |
| 022         | Air Pinang                         | 1.089            |
| 023         | Kuala Makmur                       | 1.104            |
| 024         | Ganting                            | 1.151            |
| 025         | Linggi                             | 636              |
| 026         | Lugu                               | 781              |
| 027         | Sinabang                           | 1.704            |
| 028         | Suka Maju                          | 2.415            |
| 029         | Suka Karya                         | 4.466            |
| 030         | Suka Jaya                          | 2.536            |
| 031         | Air Dingin                         | 2.728            |
| 032         | Kota Batu                          | 1.080            |
| 033         | Busung Indah *                     | 587              |
| 034         | Kahat *                            | 533              |
| 035         | Suak Buluh                         | 1,184            |
| 036         | Ujung Tinggi                       | 388              |
| 037         | Pulau Siumat                       | 310              |
| 038         | Sefoyan                            | 454              |
| 039         | Amaiteng Mulia                     | 518              |
| 040         | Ameria Bahagia                     | 595              |
|             |                                    |                  |

Alafan · Salang · Simeulue Barat · Simeulue Cut · Simeulue Tengah · Simeulue Timur · Teluk Dalam · Teupah Barat · Teupah Tengah · Teupah Selatan